# Поршур (Можгинський район)
Поршу́р (рос. Поршур) — село в Можгинському районі Удмуртії, Росія.
Урбаноніми:
- вулиці — Дубровська, Ключова, Лісова, Лучна, Нова, Поршурська, Поштова

## Населення
Населення — 355 осіб (2010; 445 в 2002).
Національний склад станом на 2002 рік:
- удмурти — 92 %